# Televisió sense Fronteres
Televisió sense Fronteres és una Iniciativa Legislativa Popular (ILP) que té com a objectius posar solució a l'intent de l'actual Govern Valencià de tancar Televisió de Catalunya al País Valencià i legalitzar-ne plenament les emissions en tot el territori de parla catalana. A més, també reivindica el dret dels ciutadans al reconeixement legal de l'existència de les realitats lingüístiques del català, el basc i el gallec i dels seus respectius espais de comunicació, i el dret a tenir lliure accés als canals de televisió emesos en les diferents llengües de l'Estat espanyol. Es tracta d'una campanya impulsada i encapçalada per Acció Cultural del País Valencià i que va recollir més de 500.000 signatures a tot l'Estat espanyol per tal de presentar el projecte de llei a la Mesa del Congrés dels Diputats perquè s'apliqui la Carta Europea de les Llengües Regionals o Minoritàries.
El 8 de setembre del 2009 es va presentar la Iniciativa Legislativa Popular "per una Televisió sense Fronteres, per TV3 al País Valencià" a l'Octubre Centre de Cultura Contemporània de València. A l'acte de presentació hi assistiren diverses organitzacions com Comissions Obreres, Unió General de Treballadors, Intersindical Valenciana i Acció Sindical, els partits polítics Esquerra Unida del País Valencià, Bloc Nacionalista Valencià, Esquerra Republicana del País Valencià, Iniciativa pel Poble Valencià i Verds del País Valencià, a més de diverses associacions del món cultural i sobiranista valencià.
La campanya va arreplegar 650.650 signatures mitjançant 2.830 fedataris, per la qual cosa la iniciativa va ser admesa a tràmit i actualment està pendent de ser debatuda i votada al Congrés dels Diputats. A mitjan octubre del 2010, la Mesa del Congrés espanyol va rebutjar la proposta del Ministeri de la Presidència d'Espanya per la qual proposava la no aprovació de la ILP per raó del suposat alt cost de la seua implementació. La comissió promotora compta amb noms il·lustres i diversos com Jordi Pujol, Pasqual Maragall, Josep Lluís Albinyana, Joan Rigol, Heribert Barrera, Félix Pons, Salvador Giner, Andreu Alfaro, Antoni Tàpies o Xavier Mariscal.
El 29 d'abril de 2017 Acció Cultural del País Valencià torna a reivindicar aquesta proposta de «televisió sense fronteres».